# Lenka Glisníková
Lenka Glisníková (* 3. července 1990 Vyškov) je česká fotografka. Ve spolupráci s Karolínou Matuškovou se v rámci studia SHOTBY.US věnuje také produktové a reklamní fotografii.

## Život a dílo
Studovala v ateliéru fotografie Michala Kalhouse na Fakultě umění Ostravské univerzity a poté absolvovala magisterské studium na Vysoké škole uměleckoprůmyslové v Praze v ateliéru Alexandry Vajd a Martina Kohouta.
Médium fotografie rozšiřuje o tvorbu instalací a objektů poukazujících na důsledky současných změn našeho životního stylu, k nimž dochází následkem neregulovaného technologického pokroku. Ve svém zkoumání reviduje vliv těchto nových technologií na společnost, lidské tělo, mysl a pocity.
Byla nominována na Cenu pro diplomanty evropských uměleckých škol STARTPOINT PRIZE 2019, kde získala čestné uznání poroty.  Spolu s kolegyní Karolínou Matuškovou, s níž spolupracuje pod značkou shotby.us, byla nominována na cenu Czech Grand Design v kategorii Fotograf roku 2019. V roce 2020 v této kategorii zvítězily. V roce 2023 získala Cenu Jindřicha Chalupeckého. V roce 2023 získalo duo shotby.us ocenění Red Dot Design Award za kampaň pro festival Tanec Praha v kategorii Brands & Communication Design.
Od roku 2020 je fotoeditorkou zpravodajského serveru Seznam Zpráv.

## Vybrané výstavy
Výběr z výstav:
Samostatné:
- 2025: Space of Desire (Czech Grand Design 2024) (s Karolínou Matuškovoum, SHOTBY.US), Kunsthalle Praha
- 2024: Dissolving Shadows (s Juditou Levitnerovou), Galerie 35M2, Praha
- 2024: Lenka Glisníková, Karolína Matušková, SHOTBY.US, Ateliér Josefa Sudka, Praha
- 2023: Moment of Seclusion over the Horizon, Meetfactory, Praha
- 2023: Have You Finished Everything on Your To-Do List?, Fotografická galerie Fiducia, Ostrava
- 2021: Sample (s Karolínou Matuškovoum, SHOTBY.US), GAFU, Ostrava
- 2020: Becoming an Apple… or Perhaps a Shelf (s Karolínou Matuškovoum, SHOTBY.US), Fotograf Gallery, Praha
- 2019: Staple Your Tongue (s Taniou Nikulinou), Bludný kámen, Opava
- 2019: Variations on Relations (s Taniou Nikulinou), Galerie UM – Galerie Vysoké školy uměleckoprůmyslové v Praze, Praha
- 2019: Voní, jako když ti hoří vlasy (s Taniou Nikulinou), Galerie OFF/FORMAT, Brno
- 2018: Heyy, I am here!!, NIKA – malá galerie UMPRUM, Praha

Společné:
- 2025: Krajina nepřítomnosti, MeetFactory, Praha
- 2023: Cena Jindřicha Chalupeckého 2023, Plato, Ostrava
- 2023: Out of Office, Burnout Space, Praha
- 2021: Gaze of Maldoror, Holešovická Šachta, Praha
- 2019: Zpěvy oslňujících strojů, Lítost, Praha